# 田辺修 (バレーボール)
田辺 修（たなべ おさむ、1979年4月10日 - ）は、日本の元男子バレーボール選手。

## 来歴
広島県広島市出身。実兄の影響で安北小学4年（安北スポーツ少年団）よりバレーボールを始める。
崇徳高校を経て、東亜大学を卒業後、2002年にVリーグの東レアローズへ入団した。
第11回Vリーグでベストリベロ賞を獲得、全日本代表入りを果たし、2005年ワールドリーグに出場。
2009年にはVプレミアリーグでレシーブ賞、黒鷲旗大会でベストリベロ賞を獲得し、全日本代表に再選出。2009年ワールドグランドチャンピオンズカップに出場し、日本の銅メダル獲得に貢献した。
2010年4月2日の堺戦で左足小指を骨折し、全治3ヶ月の怪我を負った。
2014年5月の黒鷲旗大会をもって現役を引退し、社業に専念する。

## 球歴
- 全日本代表 - 2005-2007年、2009年
  - ワールドリーグ - 2005年
  - ワールドグランドチャンピオンズカップ - 2009年

## 受賞歴
- 2005年 - 第11回Vリーグ ベストリベロ賞
- 2009年 - 2008/09 Vプレミアリーグ レシーブ賞
- 2009年 - 第58回黒鷲旗全日本男女選抜大会 ベストリベロ賞

## 所属チーム
- 崇徳高等学校
- 東亜大学
- 東レアローズ（2002-2014年）